# Ассирійські рекрути
Іракські рекрути (також відомі як Ассирійські рекрути) — перші іракські військові сили, створеними британцями в контрольованому Великою Британією Іраку. Іракські рекрути виникли в місцевих збройних скаутських загонах, сформованих під час Першої світової війни. Після того, як Ірак став британським мандатом, війська складалися переважно з ассирійців, курдів та іракських туркоманів, які жили на півночі країни, тоді як нова іракська армія була набрана спочатку з арабів, які приєдналися до іракських військ, а пізніше з генералів Арабське населення (Бет-Камала). Зрештою, до складу «рекрутів» увійшли переважно ассирійські солдати з британськими офіцерами. Спочатку підрозділ захищав північні кордони провінції Мосул, коли Туреччина захопила цю провінцію і перекинула свою армію через кордон. Після 1928 року головною роллю рекрутів була охорона баз Королівських ВПС, розташованих в Іраку.
Рекрути відзначилися в травні 1941 року під час англо-іракської війни, а також використовувалися на інших театрах Другої світової війни після 1942 року. Згодом сили зростали та виживали, поки не були розформовані, коли 1957 року був переданий Іраку контроль над базою Габбанія та Шайбаг.

## Історія
Іракські рекрути ведуть свою історію від арабських скаутів, організованих у 1915 році майором Дж. І. Іді з армії британської індії, який служив офіцером спеціальної служби в дивізії Мантабік у Месопотамії. Для виконання обов'язків у Департаменті розвідки як охоронці політичних офіцерів у південному та центральному Іраку він завербував сорок кінних арабів із племен навколо Насіріє. До 1918 року арабські скаути збільшилися чисельно до 5467 арабів, курдів, туркоманів, болотних арабів та ассирійського ополчення.
Під час свого розквіту в лавах рекрутів служило приблизно 40 000 ассирійців.

## Організація
У 1919 році військові утворення двічі змінювали назву, спочатку на ополчення, а потім у липні на іракські рекрути, коли Ірак став британським мандатом. 12 серпня 1919 року сили стали відомі як «арабські та курдські війська». 919 року війська Іраку були розділені на ударну групу чисельністю 3075 чоловік, що базувалися в Бакубі, та окружну поліцію чисельністю 1786 чоловік. 1 серпня 1919 року було опубліковано накази про збори та жандармерію, в яких було визначено контроль над зборами та обов'язки інспектора зборів, які обмежувалися інспекцією та адміністрацією. Це поставило рекрутів під контроль трьох різних осіб: інспектора, політичного офіцера району та місцевого адміністративного коменданта. Бюджетом займався інспектор, за винятком північноіракських провінцій Кіркук, Сулеймані та Мосул Лівас, де ним займалися політичні офіцери. Пізніше рекрути перейшли під контроль власного OC Iraq Levies.
Рекрути складалися зі штабу (спочатку розташованого в Бакубі, потім у Хінаїді, а потім у Хаббанії), лікарні (також у Хаббанії) і численних пронумерованих польових рот. Деякі з польових рот пізніше були організовані в батальйони для мобільних операцій.

### 1920-ті роки
На Каїрській конференції 1921 року місія рекрутів була визначена так: «…звільнити британські та індійські війська в Іраку, захопити форпости в Мосульському вілаяті (провінція) і в Курдистані, які раніше утримувалися імперським гарнізоном, і загалом заповнити проміжок до тих пір, поки Національна армія Іраку не буде навчена виконувати ці обов'язки».
До 1921 року війська складалися в основному з арабів, курдів, туркоманів і шабаків, тоді як ассирійці воювали незалежно разом з вірменами та союзними силами у війні за незалежність Ассирії під час Першої світової війни. Тепер, коли мала бути сформована іракська армія, араби та інші мусульманські народи повинні були приєднатися до неї, а не переходити до рекрутів. Було прийнято рішення набрати до лав рекрутів етнічних ассирійців.
Британці цінували ассирійців за їх дисциплінованість, вірність, хоробрість і бойові навички, вони належали до східно-арамейської ассирійської церкви Сходу, сирійськими православними або халдейськими католиками, семітською етнічною та релігійною меншиною в арабо-курдсько-мусульманському масиві населення. У липні 1922 року були видані накази, за якими до лав рекрутів більше не залучали арабів, оскільки вони повинні були приєднатися до нової іракської армії, а ті, хто служив, не могли знову вступити в армію. Угода 1922 року між Великою Британією та Іраком дозволяла продовжувати існування рекрутів як «місцевих сил імперського гарнізону» і вказувала, що її члени були «членами британських збройних сил, які є мешканцями Іраку».
До 1923 року етнічний склад іракських військ складався з 50 % ассирійців, з великою меншістю курдів, плюс доданий батальйон болотних арабів і кілька вірмен, мандеї і туркоманів.
У липні 1928 року Леві було передано з Управління колоній до Міністерства авіації, а його штаб-квартиру було перенесено до Хінаїді.
До 1928 року рекрути повністю складалися з ассирійців. Батальйон Marsh Arab став 7-м батальйоном армії Іраку. Потім сили швидко розширювалися і стали відомі як «Шабанас», турецьке слово, що означає напіввійськову жандармерію. Його основним обов'язком тепер був захист баз Королівських ВПС в Іраку.
У міру того, як ассирійські війська ставали більш дисциплінованими, вони несли відмінну службу; під час арабського повстання 1920-х років вони продемонстрували, в умовах найбільшого випробування, непохитну вірність своїм британським офіцерам.
У 1920 році ассирійці продемонстрували свою дисципліну та бойові якості, коли ассирійські табори в Міндані та Бакубі зазнали нападу арабських сил, ассирійці перемогли та відігнали арабів.

### 1930-ті роки
У 1931 році рекрути та частини іракської армії патрулювали район Барзан. Урядові війська означали урядовий контроль, якого шейх Ахмад усе ще хотів уникнути.
1 червня 1932 року рекрути представили своєму командиру підписаний меморіал, в якому говорилося, що «всі чоловіки вирішили припинити службу з 1 липня». Причина полягала в тому, що Велика Британія «не змогла належним чином забезпечити майбутнє ассирійської нації після припинення їхнього мандату над Іраком».
Після невдалих переговорів з ассирійськими офіцерами британські війська з Єгипту перебрали на себе обов'язки охорони та гарнізону рекрутів. Ассирійські цивільні та релігійні лідери виступили із заявою, в якій закликали всіх службовців продовжувати «вірну і покірну службу», доки не буде отримано відповідь на національну петицію до Ліги Націй. Результатом цього втручання стало заспокоєння більшості податківців, які повернулися до виконання своїх попередніх обов'язків. Однак двісті п'ятдесят осіб були звільнені зі служби.

### 1940-ті роки

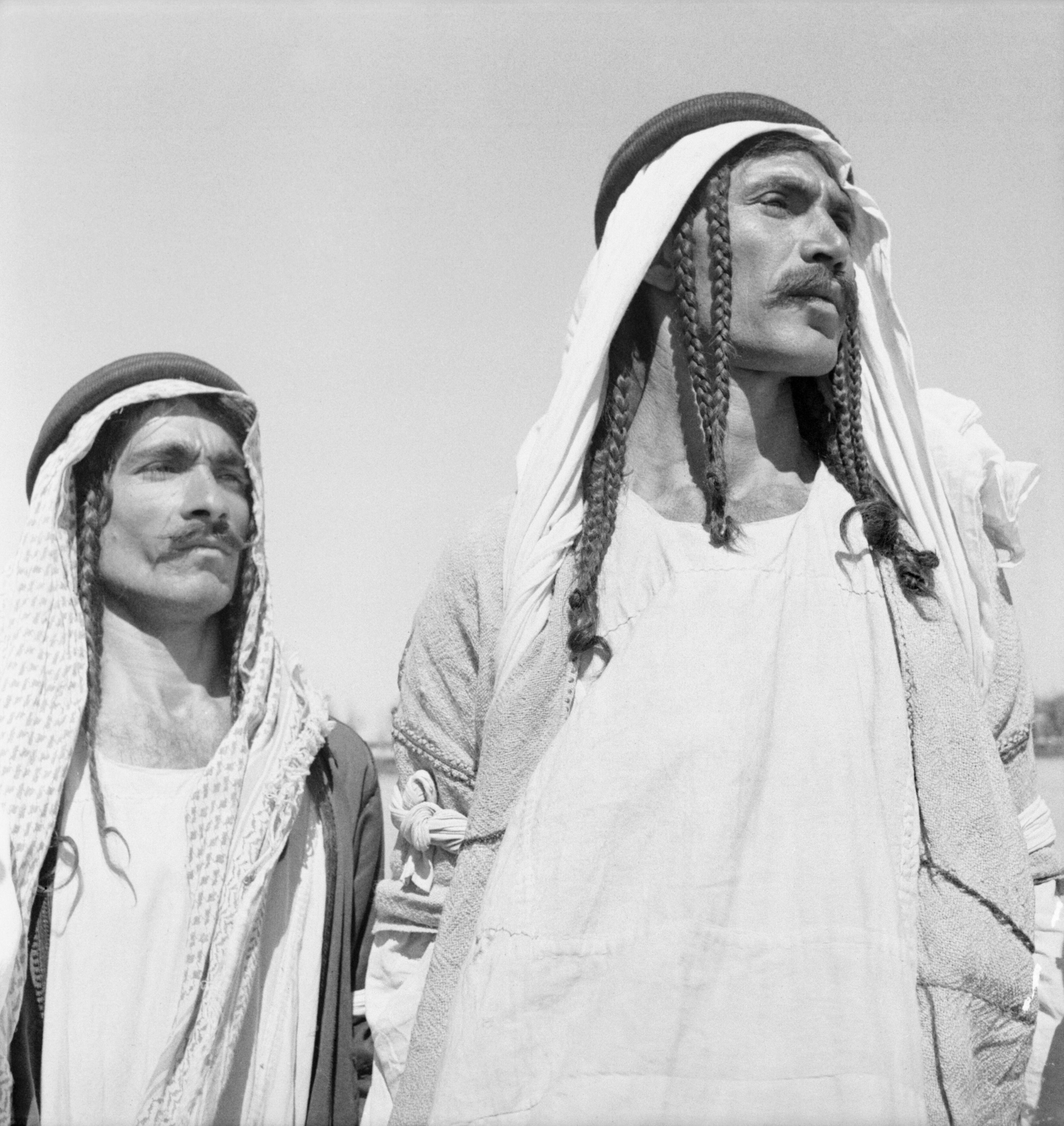
Двоє новобранців-єзидів, 1942 рік, фотограф Сесіл Бітон.

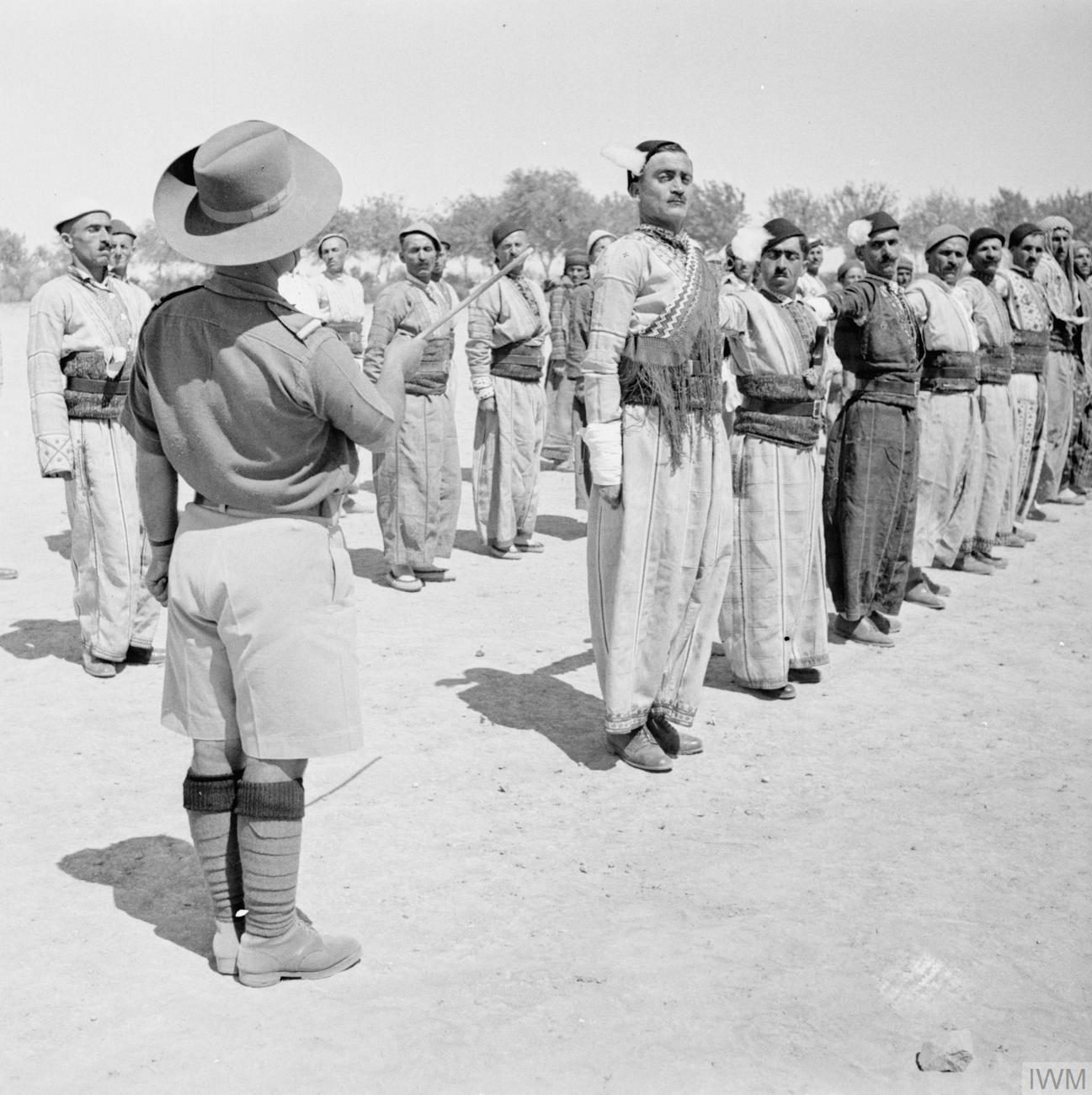
Під час Другої світової війни в Хаббанії навчаються новобранці, які все ще носять свій одяг.

У 1940–41 роках відбулася битва під Хаббанією. Під час повстання Рашида Алі 1941 року база була обложена іракською армією, яка отаборилася на плато, що височіє над нею. Облогу зняли підрозділи, що базувалися в Хаббанії, включно з пілотами навчальної школи, батальйоном Королівського власного полку, який прилетів в останню мить, ротою бронеавтомобілів № 1 Королівських ВПС та військами Королівських ВПС Іраку. Наступне прибуття колони допомоги (Кінгкол), частини Habforce, надісланої з Палестини, тоді британського мандату, разом із загонами Хаббанія, щоб змусити сили повстанців відступити до Багдада. Потім рекрути завербували ще 11 000 осіб, в основному ассирійців, а також деяких курдів і єзидів.
«Вони викопали окопи і були сповнені рішучості знищити ассирійців та забрати їхнє майно і власність. Ассирійці з болем згадували різанину 1933 року в Сімеле та навколишніх селах і пообіцяли: „Ніколи більше!“. Вони пам'ятали зґвалтування і пограбування беззахисних ассирійських селян».
До 1942 року британські війська Іраку складалися зі штабу, депо, спеціалізованих ассирійських рот, 40 обслуговуючих рот і 1-ї парашутної роти, яка складалася з 75 % ассирійців і 25 % курдів. Новий Дисциплінарний кодекс Іраку в основному базувався на Законі про армію Індії.
До 1943 року чисельність іракських рекрутів складала 166 британських офіцерів, які контролювали 44 загони; 22 ассирійських, п'ять змішаних ассирійців/ їзидів, десять курдських і чотири болотних арабів. Одинадцять ассирійських рот служили в Палестині, а ще чотири — на Кіпрі. Парашутна рота була приєднана до командування Королівської морської піхоти і діяла в Албанії, Італії та Греції. У 1943/1944 роках рекрути Іраку були перейменовані на рекрутів Королівських ВПС.
У 1945 році, після Другої світової війни, чисельність офіцерів було скорочено до 60 британських офіцерів і 1900 інших рядових. Полк Королівських ВПС перейняв командування військами, і армійський персонал був поступово замінений персоналом Королівських ВПС. У жовтні 1946 року батальйони рекрутів були перепрофільовані як крила та ескадрильї відповідно до процедури полку військової бази. У грудні курдські загони на Кіпрі та в Перській затоці були повернуті до Ірану.

### 1950-ті роки
Рекрути військових баз продовжували виконувати обов'язки супроводу та охорони до 1954 року; коли підрозіл складався з 1200 ассирійців, 400 курдів і 400 арабів. Рекрути були розпущені 2 травня 1955 року. Пр цьому коли бази Габбанія та Шайбаг були повернуті уряду Іраку, разом з членами уряду був присутній король Фейсал. Проте, база в Хаббанії працювала до травня 1959 року. З 515 ассирійців 195 добровільно пішли на службу в іракську армію. О 08:00 3 травня 1955 року охорона кварталу рекрутів була змінена охороною іракської армії. Незначна і минуща подія, але вона означала кінець епохи, оскільки рекрути припинили своє існування.
Британці запропонували членам рекрутів фінансову компенсацію, професійне навчання та переселення в цивільне життя. Тих членів, які мали 15 і більше років служби, звільняли на пенсію. Тим, хто менше 15 років, отримували винагороду в розмірі місячної плати за кожен рік служби. Також рекрути отримали повну зарплату до 2 травня включно. Ті, хто мав бути звільнений цього дня, отримали зарплату та надбавку за 28 днів термінової відпустки; плюс надбавка на цивільний одяг і безкоштовний квиток на залізницю додому. Для тих, хто отримує професійну освіту, поточні ставки заробітної плати та надбавок залишаються до кінця навчання.

## Стягнути звання та форму
Звання офіцерів, що підлягають збору, походять від давньоассирійських військових чинів:
- Раб Хайла: лідер сил
- Раб Тремма: лідер 200
- Раб Емма: лідер 100
- Раб Хамші: лідер 50-ти

Протягом більшої частини своєї історії рекрути носили стандартну британську тропічний службовий та бойовий однострій, хоча після 1943 року вони мали знаки розрізнення звання працівників баз. Найвідмітнішою особливістю був капелюх із загнутими полями в австралійському стилі, який носили з білим шлейфом для параду.

## Медалі, нагороджені Леві

### Хрест святого Георгія
У 1917 році під час Першої світової війни Російська імперія рекомендувала та нагородила Хрестом Святого Георгія вісьмох ассирійців.

### Орден Британської імперії
Всього десятьма орденами Британської імперії були нагороджені офіцери іракських рекрутів.
П'ять Орденів Британської імперії отримали:
- Раб Хайла Зая Гіваргіс — 1926 рік
- Раб Емма Шаїн Гіваргіс — 1926 рік
- Раб Емма Даніель Малік Ісмаїл — 1922 р
- Раб Хамші Зайя Гіваргіс — 1926 рік

П'ять Орден Британської імперії отримали:
- Раб Кайла Давід Мар Шимун [почесний]
- Раб Тремма Якув Хошаба
- Раб Тремма Одішу Натан
- Раб Емма Шлімон Бухо
- Раб Хамші Ешу Хамзо

### Військовий хрест
Військовим хрестом нагороджено такий особовий склад:
- Оригінальний військовий хрест, нагороджений Шлімоном Сливо.
- Раб Емма Степан Ніссан
- Раб Емма Ісаак Сулака Гіляна — 1928
- Раб Емма Шамун Хошаба — 1928 рік
- Раб Емма Байджан Пеко
- Раб Емма Озаріу Тамраз — 1926 р
- Раб Хамші Ешу Сапер — 1928 рік
- Раб Хамші Шлімон Сліва — 1926

### Військова медаль
Військовою медаллю нагороджено такий особовий склад;
- Раб Емма Варда Ешу
- CQMS 65347 Baitu Marqus — 1928
- Капрал Нікола Дінха
- Капрал 55416 Мішу Міро — 1927

### Згадуються в депешах
Шість членів іракських зборів були згадані в депешах
- Раб Емма Малам Одаї — 1929 рік
- Раб Хамші Барху Горміс — 1929 рік
- Єфрейтор 55416 Барку Бабу — 1928
- Рядовий 55994 Хананія Яків — 1929р
- Капрал 1171 Гевергіс Шину — 1944 р
- Старший капрал 10575 Меназ Гервергіс — 1944 р

Король люб'язно схвалив, щоб на знак визнання видатних заслуг на Близькому Сході було відзначено таке:
«… Полк Лінкольна — капітан HJC Томас, MBE (64588), прикріплений до Іраку…»
(London Gazette, 23 грудня 1941 р.)

### Медаль «За вислугу років і хорошу поведінку».
Понад 300 медалей «За довгу службу та хорошу поведінку», нагороджених за понад п'ятнадцять років служби в ассирійських рекрутах.

### Медаль короля Георга із застібкою
Десятки медалей Короля Георга із застібкою були нагороджені в 1922 році за операції в Равандузі в Північному Іраку.

### Медаль загальної служби з іракською застібкою
Медаль за загальну службу в Іраку була заснована в 1924 році та була нагороджена Леві королем Фейсалом I за операції в Іраку між 1924 і 1936 роками.

### Медалі Другої світової війни
Три різні медалі за Другу світову війну були нагороджені члени іракських рекрутів.
- Медаль війни 1939—1945 — вручається рекруту після 28 днів служби у Другій світовій війні.
- Зірка 1939—1945 — нагороджена Леві після шестимісячної служби у Другій світовій війні.
- Італійська зірка — нагороджується парашутно-десантною ротою, яка служила в Албанії, Італії та/або Греції.